# Danichmendides
vers 1080 – 1174/1178
Entités précédentes :
- Seldjoukides

Entités suivantes :
- Sultanat de Roum

Les Danichmendides ou Danishmendites forment une dynastie turque convertie à l'islam, qui a régné aux XIe et XIIe siècles, sur une partie de l'Anatolie, au moment des premières invasions turques par les Grands Seldjoukides après la défaite des Byzantins à la Bataille de Manzikert contre le Seldjoukide Alp Arslan. Cette dynastie laisse ensuite la place aux Seldjoukides de Roum.

## Histoire
Gazi Ahmed Bey s’est vu attribuer la mission de conquérir l’Anatolie au profit des Seldjoukides. Il s‘empare de la région des fleuves Kizilirmak et Yesilirmak. Il a été surnommé Danichmend (instruit) parce qu’il avait été enseignant chez les Turkmènes. D’aucuns disent que Gazi Ahmed est un descendant de Batal Gazi qui est mort en combattant contre les Byzantins en 740 Le centre du pouvoir de ces Turkmènes se situe aux environs de Tokat, Amasya et Sivas. Il s’y est installé sans trop de difficultés.
En 1086, lorsque le sultan seldjoukide de Roum Süleyman Ier Shah décède, Gazi Ahmed peut renforcer son pouvoir. Avant 1097, il s’empare de Niksar. Il profite des luttes intestines entre les émirs d’Anatolie pour étendre ses propres domaines. Il participe à la lutte contre les croisés aux côtés de Kılıç Arslan Ier. Au mois d’août 1100, il fait prisonnier le prince Bohémond Ier d’Antioche. En 1103, il conquiert Malatya. La relation avec Kılıç Arslan Ier devient tendue car ce dernier libère Bohémond sous prétexte de santé. Il s’ensuit une guerre entre eux et Gazi Ahmed meurt au combat d'un coup de lance en 1106.
En 1107, Kılıç Arslan Ier profite du décès de Gazi Ahmed pour prendre Malatya. Kılıç Arslan Ier meurt la même année. Gümüstekin Gazi qui a succédé à son père se trouve mêlé aux querelles de successions parmi les Seldjoukides, il prend le parti de son gendre Mas`ûd Ier et participe à son couronnement à Konya en 1116. Gümüstekin Gazi prend Kayseri et Ankara en 1127 ce qui fait des Danichmendides les princes les plus puissants d’Anatolie. Il combat les Arméniens en Cilicie et contraint le roi Léon Ier à se soumettre (1131). Il acquiert ainsi un prestige tel auprès du calife abbasside de Bagdad Al-Mustarchid que celui-ci lui attribue le titre de malik. Gümüstekin Gazi meurt en 1134, son fils « Malik » Mehmed Gazi lui succède.

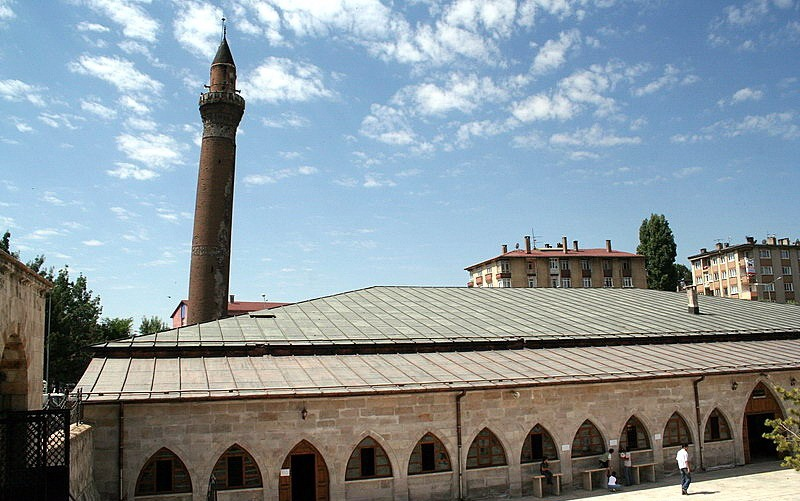
La grande mosquée (Ulu Camii) Sivas.

Mehmed Gazi poursuit le combat contre les croisés et contre les rois de Petite-Arménie. Il meurt en 1142. Les querelles autour de sa succession provoquent l’éclatement le royaume. Le royaume est partagé en trois entre ses deux frères Yağıbasan à Sivas et Aynüddevle à Malatya et Elbistan, et son fils Zünnun qui prend Kayseri. Le sultan de Roum Kılıç Arslan II va savoir profiter de cette division des Danichmendides. Après la mort de Yağıbasan, il intervient dans les affaires de la branche de Sivas à plusieurs reprises. Il prend Kayseri en 1169.
Zünnun revient au pouvoir à Sivas avec l’aide de l’émir de Syrie Nur ad-Din, c’est alors qu’il prend le titre de « Nâsir al-Dîn. » La mort de Nur ad-Din en 1174 laisse le champ libre à Kılıç Arslan II qui tue Zünnun et s’empare de son royaume,.
À Malatya le dernier Danichmendide ne règne que comme vassal des Seldjoukides jusqu’en 1178. Les Danichmendides suivants se mettent au service des Seldjoukides qui vont dominer l’Anatolie pendant le XIIIe siècle.

## Monuments
Plusieurs mosquées encore existantes sont l’œuvre des Danichmendides, mais aucune d’entre elles n’est parvenue à notre époque sans modification. La grande mosquée (Ulu Camii) de Niksar, la grande mosquée (Ulu Camii) et la mosquée de Kölük (Kölük Camii) de Kayseri, la grande mosquée (Ulu Camii) de Sivas ont subi quelques modifications et agrandissements. Yağıbasan a fait construire des écoles théologiques (medrese) à Tokat vers 1151 et à Niksar vers 1157. Les Danismendides ont aussi laissé six mausolées, celui de Gazi Ahmed Danichmend à Niksar est encore actuellement considéré comme un lieu de pèlerinage.

## La dynastie
| Dates                                                | Nom                                       | Nom turc                               | Fils de                                | Nom arabe                              |                                        |
| ---------------------------------------------------- | ----------------------------------------- | -------------------------------------- | -------------------------------------- | -------------------------------------- | -------------------------------------- |
| 1097-1104                                            | Chams al-Dîn Ahmad Dânichmend             | Danişmend Gazi Ahmed                   |                                        | شمس الدين أحمد دانشمند                 | Fondateur éponyme de la dynastie.      |
| 1104-1134                                            | Gâzî Jumuchteghîn                         | Gümüstekin Gazi                        | Danişmend                              | غازي جمشطغين                           |                                        |
| 1134-1142                                            | Nasir al-Dîn Muhammad                     | Mehmed Gazi                            | Gümüstekin                             | نصر الدين محمد                         |                                        |
| Danichmendides de Sivas avec le titre de melik (roi) |                                           |                                        |                                        |                                        |                                        |
| 1142                                                 | Dhû al-Nûn,                               | Zünnun                                 | Mehmed Gazi                            | ناصر الدنيا والدين ذو النون            | Premier règne.                         |
| 1142-1164                                            | Nizâm al-Dîn Yâghî Basân                  | Nizameddin Yağıbasan                   | Gümüstekin                             | نظام الدين ياغي بسان                   |                                        |
| 1164-1166                                            | Mujâhid Jamâl al-Dîn Ghâzî                | Cemâleddin Gazi                        | Yağıbasan                              |                                        |                                        |
| 1166                                                 | Chams al-Dîn Ibrâhîm                      | Ibrahim                                | Danişmend                              | شمس الدين المظفر إبراهيم               |                                        |
| 1166-1172                                            | Chams al-Dunyâ wa al-Dîn Muzaffar Ismâ`îl | Ismail                                 | Ibrahim                                | شمس الدنيا والدين المظفر إسماعيل       |                                        |
| 1172-1174                                            | Nâsir al-Dunyâ wa al-Dîn Dhû al-Nûn,      | Zünnun                                 | Mehmed Gazi                            | ناصر الدنيا والدين ذو النون            | Second règne.                          |
| 1174                                                 | Conquête par les Seldjoukides de Roum.    | Conquête par les Seldjoukides de Roum. | Conquête par les Seldjoukides de Roum. | Conquête par les Seldjoukides de Roum. | Conquête par les Seldjoukides de Roum. |
| Danichmendides de Malatya avec le titre d'émir       |                                           |                                        |                                        |                                        |                                        |
| 1142-1152                                            | `Ayn al-Dawla                             | Aynüddevle                             | Gümüstekin                             | عين الدولة                             |                                        |
| 1152-1162                                            | Dhû al-Qarnayn                            | Zülkarneyn                             | Aynüddevle                             | ذو القرنيين                            |                                        |
| 1162-1170                                            | Nasir al-Dîn Muhammad                     | Nâsireddin Muhammed                    | Zülkarneyn                             | نصر الدين محمد                         | Premier règne.                         |
| 1170-1172                                            | Fakhr al-Dîn                              | Fahreddin                              |                                        | فخر الدين                              |                                        |
| 1172-1175                                            | Ifridûn                                   | Efridun                                |                                        | إفردون                                 |                                        |
| 1175-1178                                            | Nasir al-Dîn Muhammad                     | Nâsireddin Muhammed                    | Zülkarneyn                             | نصر الدين محمد                         | Second règne.                          |
| 1178                                                 | Conquête par les Seldjoukides de Roum.    | Conquête par les Seldjoukides de Roum. | Conquête par les Seldjoukides de Roum. | Conquête par les Seldjoukides de Roum. | Conquête par les Seldjoukides de Roum. |